# Hugo van Austrasië
Hugo, Chucus of Chugus van Austrasië was hofmeier van Austrasië van 617 tot 623. Hij was de voorganger van Pepijn van Landen en de vader van Hugobert.